# CGMP
cGMP står för cykliskt guanosinmonofosfat och är en cyklisk nukleotid som bildas från guanosintrifosfat (GTP) i levande organismer.
En viktig funktion av cGMP är som intermediär i cellsignaleringen. cGMP ingår som en av många delar i det intracellulära signalsystemet, så kallat second messenger. Dessa second messengers är i sin tur en respons från en första signal, first messenger, som kommer från membran-impermeabla peptid-hormoner, det vill säga hormoner som inte kan ta sig igenom cellmembranet. Dessa hormoner binds på cellytan och producerar cGMP från GTP. cGMP (och andra second messengers) är en liten molekyl som i huvudsak verkar genom att fosforylera proteinkinaser, vilka i sin tur fosforylerar målproteiner.
cGMP verkar på så sätt ungefär som det kemisk besläktade cAMP, fast med ett lite annat mönster av preferenser.